# (922) Шлютия
(922) Шлютия (лат. Schlutia) — астероид главного пояса с неизвестным спектральным классом. Астероид был открыт 18 сентября 1919 года немецким астрономом Карлом Рейнмутом в обсерватории Хайдельберг-Кёнигштуль, Германия. Астероид был назван в честь немецкого бизнесмена Эдгара Шлубаха и британского банкира и астронома-любителя Генри Фридерика Тиаркса, которые финансировали экспедицию на остров Рождества для наблюдения за солнечным затмением 21 сентября 1922 года.

## Орбита и классификация
Орбита астероида лежит в центральной части главного пояса астероидов, имеет большую полуось 2,6892 а. е., эксцентриситет 0,1943 и наклон относительно эклиптики 7°.

## Физические характеристики
На основании кривых блеска, полученных в августе 2007 года, с высокой точностью определён период вращения астероида, равный 7,85683 ч. При этом изменение блеска равнялось 0,18 звёздной величины, что указывает на правильную сферическую форму астероида.
Согласно данным наблюдения инфракрасных спутников Akari и WISE астероид имеет диаметр между 18,579 и 18,71 км, а альбедо поверхности между 0,105 и 0,107.